# Bernard Bartelink
Bernardus Gerhardus Maria (Bernard) Bartelink (Enschede, 24 november 1929 – Haarlem, 19 oktober 2014) was een Nederlands organist en componist.

## Leven en werk
Bernard Bartelink werd in 1929 in Enschede geboren. Aan het Nederlands Instituut voor Katholieke Kerkmuziek te Utrecht studeerde hij orgel (bij Albert de Klerk) en directie. Aan het Amsterdamsch Conservatorium studeerde hij orgel bij Anthon van der Horst, in 1954 afgerond met een Prix d’Excellence. In 1955 voltooide hij zijn studie compositie en muziektheorie bij Léon Orthel. In 1961 won hij het Internationale Orgelimprovisatieconcours te Haarlem. Sindsdien was hij meermalen jurylid bij dit concours.
Hij begon zijn carrière als organist van de Obrechtkerk te Amsterdam en was van 1971 tot zijn pensionering in 1999 organist van de Kathedrale Basiliek Sint Bavo te Haarlem. Tot 1994 was hij ook verbonden aan het Koninklijk Concertgebouworkest te Amsterdam. Daarnaast was hij hoofddocent orgel en improvisatie aan het Sweelinck Conservatorium en aan het Twentsch Conservatorium te Enschede. Als orgeldocent gaf hij les aan onder anderen Rob Goorhuis, Thom Jansen, Jos Laus, Dirk Out, René Verhoeff en Flip Veldmans. Tussen 2001 en 2014 was Bartelink werkzaam in onder meer Engeland, Frankrijk en Spanje, waarbij hij soleerde in onder meer de Royal Festival Hall in Londen en de Notre-Dame van Parijs.
Hij componeerde orgel- en koorwerken, onder meer Requiem pro Elisabeth, en kamermuziek. Hij was ook adviseur bij verbouwingen en restauratie van orgels. 
Op 13 april 2013 gaf Bartelink in de Kathedrale Basiliek Sint Bavo zijn afscheidsconcert. Op 19 oktober 2014 overleed hij.